# Gjelbrim Taipi
Gjelbrim Taipi (* 13. Dezember 1992 in Bujanovac, BR Jugoslawien, heute Serbien) ist ein kosovarisch-albanischer Fußballspieler, der große Teile seiner Karriere in der Schweiz verbrachte.

## Karriere

### Verein
Taipi begann seine Karriere beim serbischen Verein KF Ternoci, spielte anschließend ab 2011 für zwei Jahre beim KF Shkëndija in Mazedonien. 2013 wechselte er zum FC Wil in die zweithöchste Liga der Schweiz. 2016 wurde ein Tor von Taipi zum Tor des Monats gekürt. 2017 verließ er den damals kriselnden Verein für einen Wechsel zum Ligakonkurrenten FC Schaffhausen. Ab 2017 spielte er nach nur vier Monaten in Schaffhausen beim FC St. Gallen in der höchsten Schweizer Liga. 2018 wechselte er innerhalb der Liga zum Grasshopper Club Zürich, nach einer Saison 2019 zu Winterthur in die zweithöchste Liga. Ab Februar 2020 spielte er wieder für einige Monate beim FC Schaffhausen. Im Oktober 2020 wechselte er nach Albanien zum FK Kukësi.

### Nationalmannschaft
Taipi absolvierte neun Spiele für die albanische U-21-Nationalmannschaft und erzielte dabei ein Tor. 2018 debütierte er für die neugeschaffene kosovarische Nationalmannschaft gegen Burkina Faso, erhielt aber in der Folge nur noch ein Aufgebot.